# لوکاس ماسرو
لوکاس ماسرو (انگلیسی: Lucas Masoero؛ زادهٔ ۱ فوریهٔ ۱۹۹۵) بازیکن فوتبال اهل آرژانتین است.